# Varkaansaaret
Varkaansaaret är en ö i Finland. Den ligger i sjön Juojärvi och i kommunen Heinävesi i den ekonomiska regionen  Nyslotts ekonomiska region  och landskapet Södra Savolax, i den sydöstra delen av landet, 300 km nordost om huvudstaden Helsingfors. Öns area är 65,5 hektar och dess största längd är 1,8 kilometer i sydväst-nordöstlig riktning.  Notera att namnet antyder att det är fråga om flera öar.